# Antał
Antał, inaczej nazywany ćwierćbeczką – dawna jednostka objętości stosowana na ziemiach polskich przed 1764 rokiem. 1 Antał odpowiadał 18 garncom. Połowę antału stanowił antałek (zwany też achtelem) - 9 garnców. Antał stanowił element systemu beczkowego, stosowanego na dawnych ziemiach polskich do mierzenia objętości płynów dla celów handlowych.